# Tachygyna cognata
Tachygyna cognata Millidge, 1984 è un ragno appartenente alla famiglia Linyphiidae.

## Caratteristiche
Gli esemplari maschili hanno lunghezza totale 1,35 mm; il cefalotorace è lungo 0,62 mm; le femmine sono alquanto più grandi, 1,55 mm - 1,80 mm di lunghezza totale.

## Distribuzione
La specie è stata rinvenuta negli USA: l'olotipo maschile è stato reperito nella località di Pebble Beach, nella contea californiana di Monterey nel marzo 1957

## Tassonomia
Al 2013 non sono note sottospecie e non sono stati esaminati nuovi esemplari dal 1984.